# Mercedes-Benz GLK-klasa
Mercedes-Benz GLK-klasa je jedan od najluksuznijih terenaca na tržištu.
Proizvodi se od 2009.

## Vanjske poveznice
- Službena stranica  Arhivirana inačica izvorne stranice od 1. ožujka 2010. (Wayback Machine) (njem.)